# 甲斐清和高等学校
甲斐清和高等学校（かいせいかこうとうがっこう）とは、山梨県甲府市青沼三丁目にある私立高等学校である。
以前は中学校を併設していたが、現在は廃校となっている。
1925年（大正14年）より長らく校名は甲府湯田高等学校（こうふゆだこうとうがっこう）であったが甲斐清和高等学校（かいせいかこうとうがっこう）に変更することが、2010年（平成22年）3月24日に同校を運営する学校法人伊藤学園より発表され、2011年4月1日（平成23年度）より新校名となった。

## 沿革
創立者の伊藤うたは、夫と死別した後に上京し、東京裁縫女学校（現・東京家政大学）に学び、甲府市代官町の貸家にて裁縫塾を開いた。これが甲斐清和高校の始まりである。
- 1900年 - 山梨裁縫女学校が開校。
- 1918年 - 山梨実科高等女学校に改編。
- 1925年 - 甲府湯田高等女学校になる。
- 1927年 - 甲府女子商業学校を併設。財団法人伊藤学園を組織する（戦後学校法人に改組）。
- 1945年 - 太平洋戦争末期、甲府空襲によって校舎を焼失。1947年まで県内数か所に分教場を置いて授業する。
- 1947年 - 学制改革により、新制の甲府湯田中学校を設置。
- 1948年 - 新制の甲府湯田高等学校を設置。
- 1964年 - 中学校が休校となる（正式な廃止はされていない）。
- 1994年 - 普通科内専門コースに音楽コースを開設。ピアノ、声楽、エレクトーン専攻を中心に開設。
- 1996年 - 普通科内専門コースの音楽コースを、音楽科として独立して設置。
- 2000年 - 音楽科に限り男女共学制に変更。
- 2002年 - 男女共学の介護福祉科を開設。これにより普通科・情報メディア科は女子のみ、音楽科・介護福祉科が男女共学、となる。
- 2010年 - 伊藤学園甲府湯田高等学校創立110周年記念式典を、創立記念日である12月1日、甲府市コラニー文化ホールにて開催。
- 2011年 - 新校名甲斐清和高等学校（全科男女共学）となる。

## 交通
- 東海旅客鉄道（JR東海）南甲府駅より徒歩15分
- 甲府駅バスターミナル3番乗り場より山梨交通バス63系統甲斐清和高校行に乗車、終点下車（登校日の朝1本のみ）
- 甲府駅バスターミナル5番乗り場より山梨交通バス83系統奈良原行、富士急バス玉諸小学校行に乗車、若松町南バス停下車徒歩2分
- 甲府駅バスターミナル3番乗り場より山梨交通バス01・02・16・26・27・64・70・75・76・78系統のいずれかに乗車、太田町見付バス停下車、徒歩5分
- 甲府駅北口3番乗り場より16系統伊勢町営業所行に乗車、太田町見付バス停下車、徒歩5分
- 甲府駅北口3番乗り場より10・12系統伊勢町営業所行に乗車、太田町南部バス停下車、徒歩3分
- 南甲府駅より10系統武田神社行、12系統積翠寺行に乗車、太田町南部バス停下車、徒歩3分